# 北大阪合同労働組合
北大阪合同労働組合（きたおおさかごうどうろうどうくみあい、略称：北大阪ユニオン・北合同（きたごうどう）・北大阪合同労組（きたおおさかごうどうろうそ））は、大阪府の北摂地域を活動エリアとする合同労働組合である。

## 概要
- 豊中市内に本部・豊能支部を置き、高槻市、能勢町にそれぞれ支部を有する。参加単位は個人である。
- 労働相談・生活相談を主な活動内容とするほか、各種抗議活動や署名運動など政治活動を活発に展開している。なお、関西よつ葉連絡会の支援の下、北大阪地域を中心に多数の出身議員を輩出している。

## 経緯
- 活動の歴史は古く、1950年代に吹田市の地域労働運動の一環として、主に中小企業の労働者が未組織であったことから、その対策として組織されたことがルーツである。
- 1970年代頃からは、関西よつ葉連絡会や能勢農場と一体的に活動する組織となり現在に至っている。

## 出身有名人
- 角田裕育（ジャーナリスト）